# Události 5. dubna
Události pátého dubna (čínsky pchin-jinen: Wǔ Sì Yùndòng, znaky zjednodušené: 四五运动, znaky tradiční: 五四運動) bylo masové shromáždění a protest, který se odehrál ve dnech 4. –5. dubna 1976 na náměstí Nebeského klidu v Pekingu v Číně. Incident se odehrál u příležitosti Svátku čistoty a jasu, kdy se na náměstí sešlo několik tisíc lidí, kteří kladli k pomníkům revolucionářů věnce a vyjadřovali úctu nedávno zesnulému premiérovi Čou En-lajovi. Co začalo jako pietní akt, však přerostlo v masivní protivládní demonstraci proti tehdejší vládě, která byla z velké části ovlivňována skupinou Gangem čtyř. Tato skupina nakonec nařídila demonstraci násilně potlačit za pomoci policejních a vojenských sil.
Událost byla Ústředním výborem Komunistické strany označena za "kontrarevoluční" a posloužila jako záminka k odvolání tehdejšího vicepremiéra Teng Siao-pchinga, který byl obviněn z toho, že tuto událost zinscenoval.

## Vznik
Po smrti Čou En-laje 8. ledna 1976 zakázala Komunistická strana veřejné projevy smutku. Přestože bylo vyjadřování smutku oficiálně zakázáno, lidé našli způsob, jak vzdát hold zesnulému premiérovi u příležitosti Svátku čistoty a jasu (Qingming Jie). A tak, o tři měsíce později, 4. dubna 1976 chodili lidé k pomníku pokládat věnce, plakáty, transparenty, květiny, pronášely se projevy, četly se básně. Lidé různých společenských vrstev, od rolníků, studentů až po příslušníky armády, přicházeli na náměstí uctít památku. Očividný účel této akce bylo vzdát hold Čou En-lajovi, však nemalý počet hesel zanechaných u pomníku na náměstí Tchien-an-menu kritizovalo skupinu Gangu čtyř a jejich zlé činy vůči premiérovi, ale i samotného Mao Ce-tunga a kulturní revoluci.
Vicepremiér Teng Siao-pching byl obviněn z plánování této události, ačkoliv on sám tvrdil, že byl v blízkosti náměstí pouze kvůli holiči. Popíral tedy přímou účast či koordinaci protestů.

## Demonstrace
V noci 4. dubna se Ústřední výbor Komunistické strany Číny sešel na schůzi, aby projednal situaci na náměstí Tchien-an-men. Členové jako Chua Kuo-feng a Wu Te, vyjádřili kritiku vůči demonstrantům a některým z jejich hesel, která byla kritická vůči Gangu čtyř a vedení strany. Členové Gangu čtyř začali obviňovat Teng Siao-pchinga z povzbuzování demonstrace a řízení protestujících.
Ráno 5. dubna 1976 začala Čínská lidová osvobozenecká armáda na rozkaz pekingského revolučního předsedy Wu Teho odstraňovat smuteční předměty z Tchien-an-menu. Když se davy začaly shromažďovat kolem pomníku, odstranění předmětů je rozzuřilo, což vedlo k masovým násilným nepokojům. Davem byly zapalovány policejní auta a přes 100 000 lidí násilně vtrhlo do vládních budov obklopující náměstí.
ÚV KS Číny učinilo rozhodnutí násilně vyklidit náměstí. Bezpečnostní síly spolu s městskou milicí ovládanou Gangem Čtyř vtrhly na náměstí, aby oblast vyklidily. Podle informací byli členové milice ozbrojeni dřevěnými obušky s koženými řemeny. 40 lidí bylo zatčeno, bez ztrát na životech. Ráno 6. dubna byly odstraněny zbylé předměty.

## Význam
Po Mao-Cetungově smrti v září roku 1976 sehráli Chua Kuo-feng a vojenský velitel Pekingu Wang Tung-sing důležitou roli při zatýkání Gangu čtyř v říjnu téhož roku. Následně vyjádřili názor, že události na náměstí Tchien-an-men nebyly kontrarevoluční. Společně pak dovedli Teng Siao-pchinga zpět do Pekingu a v roce 1978 se Teng vypracoval do pozice nejvyššího vůdce.
Na konci kulturní revoluce byly demonstrace v roce 1976 prvním spontánním výbuchem masového nesouhlasu. Přestože byly rychle potlačeny a označeny za kontrarevoluční, byl to náznak, že lid se může proti vládě postavit.